# 1-Testosteron
Delta 1-dihidrotestosteron je anabolički steroid koji se razlikuje od testosterona po tome što ima 1,2-dvostruku vezu umesto 4,5-dvostruke veze u A prstenu.

## Spoljašnje veze
|  | Molimo Vas, obratite pažnju na važno upozorenje u vezi sa temama iz oblasti medicine (zdravlja). |